# Лигоцци, Якопо
 Якопо Лигоцци  (итал. Jacopo Ligozzi, 1547, Верона — 1627, Флоренция) — итальянский рисовальщик, живописец-миниатюрист и гравёр эпохи позднего ренессанса и маньеризма.
Якопо родился в Вероне, был сыном живописца Джованни Эрманно Лигоцци и вышивальщицы Лючии. Входил в большую семью художников и ремесленников миланского происхождения. Обучение, вероятно, проходил в отцовской мастерской, помогая Лигоцци Старшему в написании алтарных картин по заказам местных церквей.

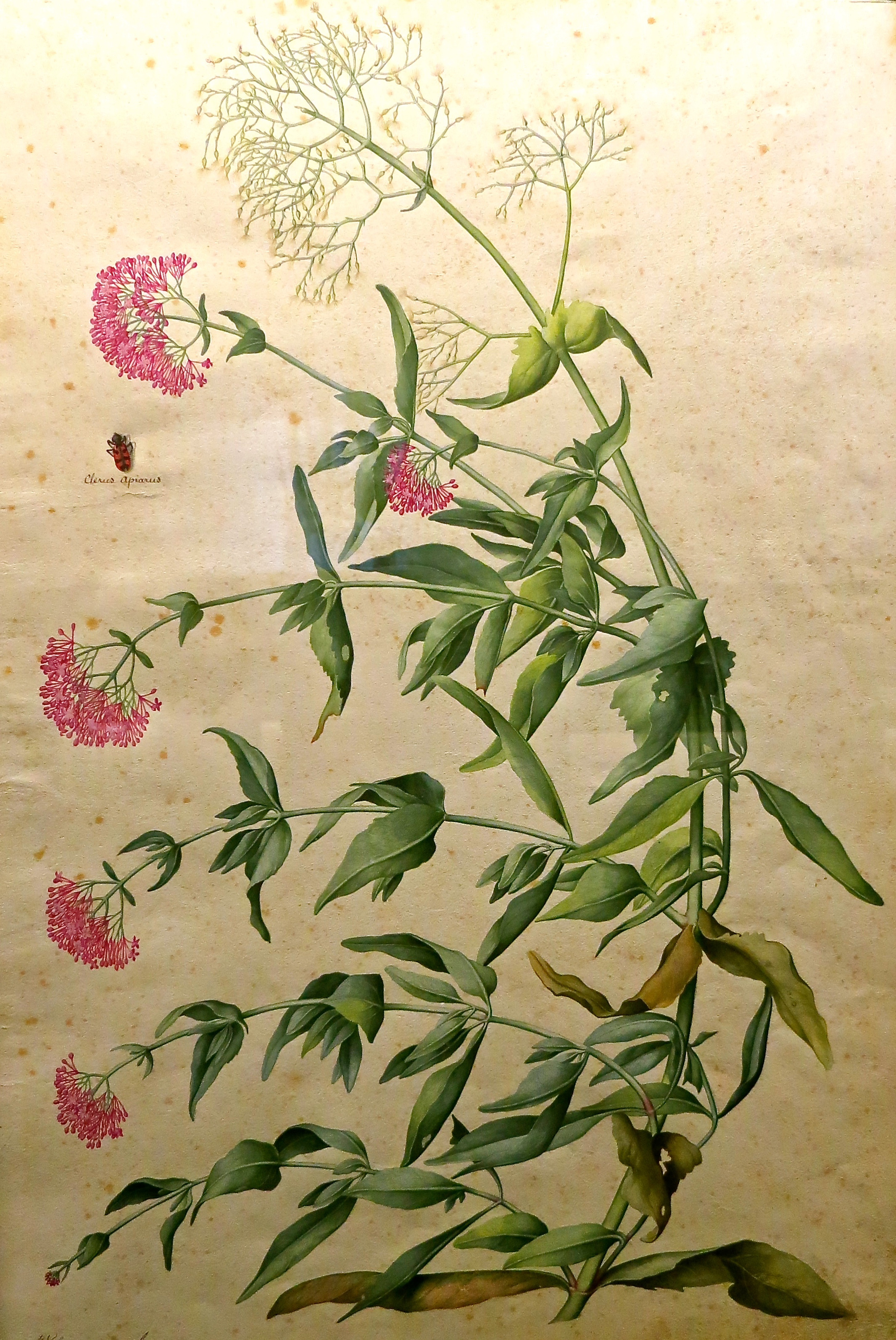
Цветы валерианы и насекомое. 1577—1587

После смерти Джорджо Вазари в 1574 году Якопо Лигоцци стал главой флорентийской Академии рисунка и гильдии художников (Accademia e Compagnia delle Arti del Disegno).
После того, как он продемонстрировал свои рисунки животных и растений при дворе Габсбургов в Вене, его в 1577 году вызвали во Флоренцию ко двору великого герцога Тосканы Франческо I Медичи. Ботанические и зоологические атласы, созданные Лигоцци (большинство из них находится в Кабинете рисунков и эстампов Уффици), были высоко оценены при дворе. Лигоцци писал фрески в Уффици, но со смертью Франческо I в 1587 году завершился первый этап его карьеры придворного художника. С декабря 1588 года по апрель 1589 года Лигоцци вместе с другими художниками участвовал в оформлении свадьбы Фердинандо I Медичи и Кристины Лотарингской. Среди многих работ современники выделяли картину «Аллегория Тосканы», она была помещена на фасаде Палаццо Веккьо (позднее утрачена, подготовительный рисунок хранится в Британском музее в Лондоне.
С 1589 года Якопо Лигоцци работал на вилле Медичи в Пратолино, где написал портрет шестнадцатилетней принцессы Марии Медичи. Лигоцци исправно служил многим герцогам из семьи Медичи. В конце жизни был назначен директором «Галереи работ» (Galleria dei Lavori) — мастерских по производству художественных работ по тканям, резьбе по твёрдому камню, мозаик из полудрагоценных камней и цветного мрамора (позднее: Opificio delle pietre dure — камнерезные и реставрационные мастерские).
Лигоцци писал фрески и алтарные картины. В январе 1592 года стал работать на семью герцогов Гонзага из Мантуи. Он был виртуозным рисовальщиком тушью и пером, создавая композиции на мифологические и религиозные сюжеты, но прежде всего Лигоцци известен как мастер изображений фауны и флоры, что отражало зарождающиеся в те годы научные интересы Медичи. Его ботанически и анатомически точные изображения ныне хранятся в кабинете рисунка галереи Уффици.
Среди его учеников были Донато Масканьи, известный как Фрате Арсенио, и Марио Баласси. Племянник Лигоцци Бартоломео Лигоцци также был художником. Во Флоренции он работал над некоторыми проектами вместе с Бернардино Поччетти. Якопо Лигоцци умер в 1627 году во Флоренции и был похоронен в церкви Сан-Марко.